# Paratropus picinus
Paratropus picinus är en skalbaggsart som beskrevs av Heinrich Bickhardt 1912. Paratropus picinus ingår i släktet Paratropus och familjen stumpbaggar. Inga underarter finns listade i Catalogue of Life.